# Piper subsessililimbum
Piper subsessililimbum är en pepparväxtart som beskrevs av C. Dc.. Piper subsessililimbum ingår i släktet Piper och familjen pepparväxter. Inga underarter finns listade i Catalogue of Life.